# Drei Damen vom Grill
Drei Damen vom Grill ist eine Fernsehserie von der NFP – Neuen Film- und Fernsehproduktion aus Berlin und wurde von 1977 bis 1992 im Vorabendprogramm von SFB, SR und HR erstausgestrahlt. Sie gab das West-Berliner Lokalkolorit ihrer Zeit wieder. Die NZZ sprach 2006 von einer „Kult gewordenen Fernsehserie“ und nannte sie „eine soziokulturelle Fundgrube, möchte man das Dasein im einstigen Westberliner Biotop zwischen Größenwahn und Wurstigkeit studieren“.

## Handlung
Im Mittelpunkt der halbstündigen Folgen stehen eine West-Berliner Imbissbude und ihre drei Inhaberinnen: Oma Margarete Färber, Mutter Magda Färber und Tochter Margot Färber. Unterstützt wird das Trio vom Fleischlieferanten Otto Krüger, der auch Magdas Lebensgefährte und zudem berüchtigter Schwerenöter ist. Ab 1987 wird die männliche Hauptrolle Otto Krüger durch den Trödelhändler Ottmar Kinkel ersetzt, der der Lebensgefährte von Magdas Zwillingsschwester Marion Mann ist. Weitere durchgängig auftretende Personen sind die Mitarbeiterin Uschi Trautemann, später Frau von Edgar Sobotta, und Otto Krügers Ex-Frau Edeltraut.
|             |             |             |             |                |                |                |                |                |                |              |              | Margarete Färber | Margarete Färber | Margarete Färber | Margarete Färber | Margarete Färber | Margarete Färber |             |             |                           |                           | Willy Hillman             | Willy Hillman             | Willy Hillman             | Willy Hillman             | Willy Hillman | Willy Hillman |             |             |  |  |               |               |               |               |               |               |
|             |             |             |             |                |                |                |                |                |                |              |              | Margarete Färber | Margarete Färber | Margarete Färber | Margarete Färber | Margarete Färber | Margarete Färber |             |             |                           |                           | Willy Hillman             | Willy Hillman             | Willy Hillman             | Willy Hillman             | Willy Hillman | Willy Hillman |             |             |  |  |               |               |               |               |               |               |
|             |             |             |             |                |                |                |                |                |                |              |              |                  |                  |                  |                  |                  |                  |             |             |                           |                           |                           |                           |                           |                           |               |               |             |             |  |  |               |               |               |               |               |               |
|             |             |             |             |                |                |                |                |                |                |              |              |                  |                  |                  |                  |                  |                  |             |             |                           |                           |                           |                           |                           |                           |               |               |             |             |  |  |               |               |               |               |               |               |
| Otto Krüger | Otto Krüger | Otto Krüger | Otto Krüger | Otto Krüger    | Otto Krüger    |                |                | Magda Färber   | Magda Färber   | Magda Färber | Magda Färber | Magda Färber     | Magda Färber     |                  |                  | Otto Krause      | Otto Krause      | Otto Krause | Otto Krause | Otto Krause               | Otto Krause               |                           |                           | Marion Mann               | Marion Mann               | Marion Mann   | Marion Mann   | Marion Mann | Marion Mann |  |  | Ottmar Kinkel | Ottmar Kinkel | Ottmar Kinkel | Ottmar Kinkel | Ottmar Kinkel | Ottmar Kinkel |
| Otto Krüger | Otto Krüger | Otto Krüger | Otto Krüger | Otto Krüger    | Otto Krüger    |                |                | Magda Färber   | Magda Färber   | Magda Färber | Magda Färber | Magda Färber     | Magda Färber     |                  |                  | Otto Krause      | Otto Krause      | Otto Krause | Otto Krause | Otto Krause               | Otto Krause               |                           |                           | Marion Mann               | Marion Mann               | Marion Mann   | Marion Mann   | Marion Mann | Marion Mann |  |  | Ottmar Kinkel | Ottmar Kinkel | Ottmar Kinkel | Ottmar Kinkel | Ottmar Kinkel | Ottmar Kinkel |
|             |             |             |             |                |                |                |                |                |                |              |              |                  |                  |                  |                  |                  |                  |             |             |                           |                           |                           |                           |                           |                           |               |               |             |             |  |  |               |               |               |               |               |               |
|             |             |             |             | Ottilie Färber | Ottilie Färber | Ottilie Färber | Ottilie Färber | Ottilie Färber | Ottilie Färber |              |              | Margot Färber    | Margot Färber    | Margot Färber    | Margot Färber    | Margot Färber    | Margot Färber    |             |             | Egon Färber, geb. Mangold | Egon Färber, geb. Mangold | Egon Färber, geb. Mangold | Egon Färber, geb. Mangold | Egon Färber, geb. Mangold | Egon Färber, geb. Mangold |               |               |             |             |  |  |               |               |               |               |               |               |
|             |             |             |             | Ottilie Färber | Ottilie Färber | Ottilie Färber | Ottilie Färber | Ottilie Färber | Ottilie Färber |              |              | Margot Färber    | Margot Färber    | Margot Färber    | Margot Färber    | Margot Färber    | Margot Färber    |             |             | Egon Färber, geb. Mangold | Egon Färber, geb. Mangold | Egon Färber, geb. Mangold | Egon Färber, geb. Mangold | Egon Färber, geb. Mangold | Egon Färber, geb. Mangold |               |               |             |             |  |  |               |               |               |               |               |               |

Die Standorte des Imbisses waren bis 1980 am Nollendorfplatz in Schöneberg, von Staffel 2 bis 9 am Steubenplatz/Ecke Bolivarallee im Westend und zuletzt in der Arminiushalle in Moabit, wo noch ein Imbissstand unter dem Namen der Fernsehserie betrieben wird.

Der Standort des Imbisswagens auf dem Nollendorfplatz (am Ende zwischen Baum und Absperrpfeilern).
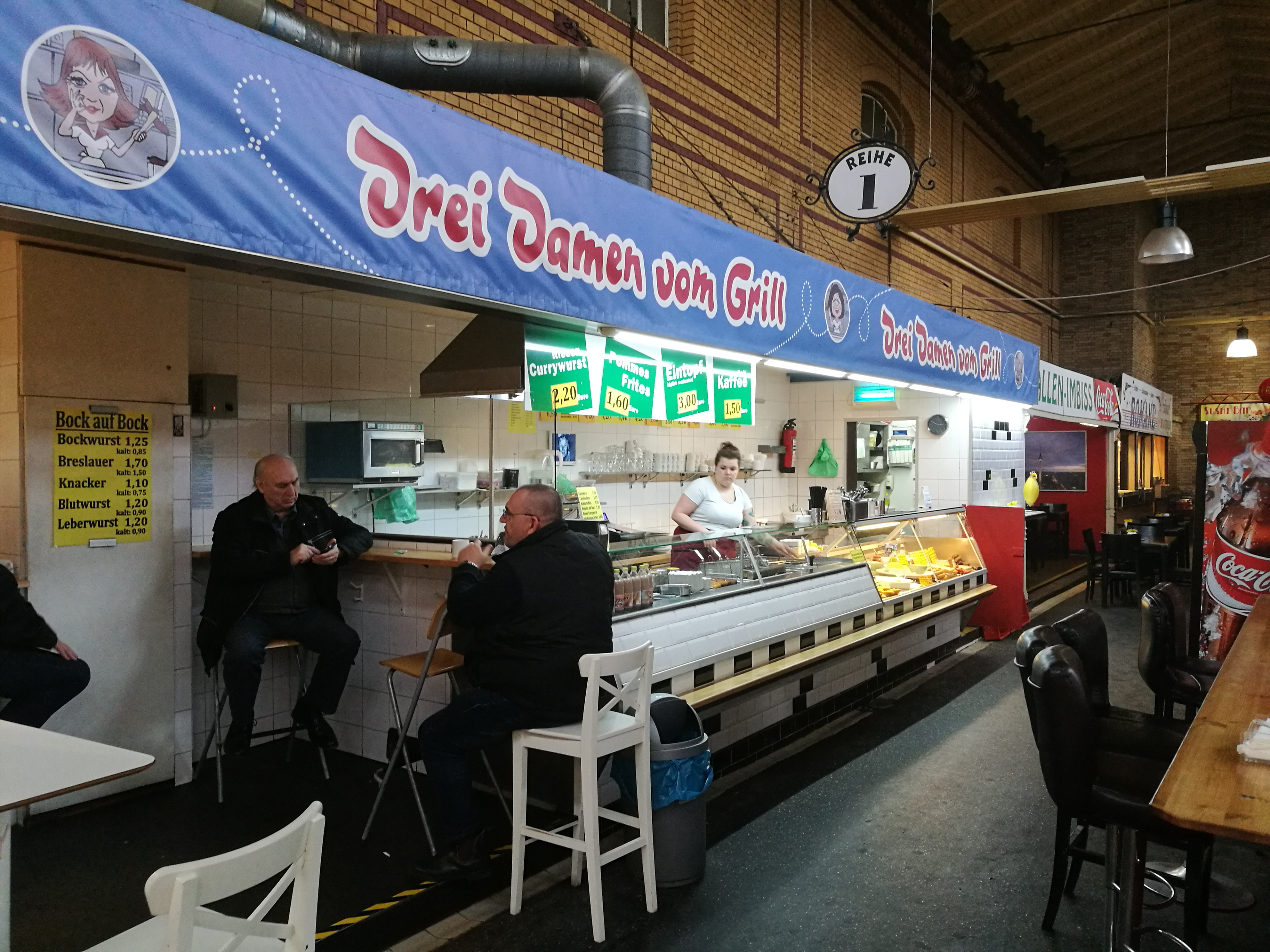
Der Standplatz in der Markthalle Moabit

## Entstehung
Die wichtigsten Autoren waren Heinz Oskar Wuttig, von dem die Idee zur Serie stammte, Marius del Mestre, Ulrich del Mestre, Wolfgang Kirchner und Sabine Thiesler. Regie führten Wolf Dietrich, Thomas Engel, Hans Heinrich, Dieter Kehler, Michael Meyer, Harald Philipp, Bernhard Stein und Herrmann Zschoche.
Die Originalmusik stammte von Rolf Bauer. Für den Vorspann griff er auf ein Musikstück zurück, das er ursprünglich als Titelmelodie für den Softsexstreifen Das sündige Bett von Ralf Gregan geschrieben hatte. Ab der siebten Staffel wurden in die Titelmusik die Stücke Berliner Luft (Paul Lincke), Untern Linden, untern Linden (Walter Kollo), Durch Berlin fließt immer noch die Spree (Jean Gilbert) und Ich hab' so Heimweh nach dem Kurfürstendamm (Bobby Kamp) als Medley integriert. In der Folge Gemischte Gefühle aus Staffel 5 wurden Teile der Filmmusik des amerikanischen Films Die drei Tage des Condor mit Robert Redford und Faye Dunaway verwendet.
In Nebenrollen waren zu sehen:
- Adelheid Arndt: Marie Marchand (St. 5)
- Wolfgang Bathke: Manfred (St. 4–5)
- Muriel Baumeister: Susi (St. 11)
- Friedrich G. Beckhaus: Wirt Fritz, (St. 1), Folge 4 Ärger mit der Konkurrenz
- Stefan Behrens: Oskar Hävelmann (St. 11)
- Marianne Berendsdorf: Inge Schramm (St. 1–3)
- Detlef Bierstedt: Otto Brinkmann jr. (St. 5–7)
- Peter Buchholz: Klaus (St. 7)
- Mareike Carrière: Eva (St. 2–3)
- Veysel Caliören: Kemal Özkan (St. 9–11)
- Ute Christensen: Marlies (St. 9)
- Davia Dannenberg: Ottilie Färber (St. 12)
- Bruno Dietrich: Rolf Rennert (St. 8)
- Gerhard Dressel: Ole (St. 5–6)
- Gerd Duwner: Herr Kohlmann (St. 1)
- Rolf Eden: Nachtclubbesitzer (St. 1)
- Edeltraud Elsner: Hannelore Wild (St. 5)
- Joseline Gassen: René (St. 6)
- Günter Glaser: Willy Schäfer (St. 1–9)
- Walter Gross: Oskar Hübner (St. 1–5)
- Edith Hancke: Schwester Hedwig (St. 2)
- Wilfried Herbst: Theo Nagler (St. 7–11)
- Rainer Hunold: Axel Nestler (St. 2,4–5)
- Käte Jaenicke: Tüten-Trude (St. 1)
- Klaus Jepsen: Herr Kühne (St. 8–9)
- Michael Kausch: Horst (St. 5)
- Reinhard Kolldehoff: Herr Strakosch (St. 1), Folge 2
- Hellmut Lange: Vater Nestler (St. 2)
- Christian Lemke: Pitti Schuhmacher (St. 11)
- Lena Lessing: Doris (St. 10)
- Sabine Kaack: Wiebke Petersen (St.10)
- Ralf Lindermann: Kalle Schuhmacher (St. 10–11)
- Andrea Kathrin Loewig: „Mäuschen“ Paulmann (St. 10)
- Ralph Lothar: Eric Reimann (St. 1)
- Andreas Mannkopff: Imbiss-Kunde (St. 1), Folge 5 Der Ausreißer
- Michèle Marian: Ilona (St. 10)
- Arnold Marquis: Stadtrat Runze (St. 1), Folge 2
- Cornelia Meinhardt: Hilde Römer (St. 4)
- Michael Nowka: Ulli (St. 1)
- Verena Peter: Anette (St. 7–8)
- Philine Peters-Arnolds: Susanne (St. 1)
- Gundula Petrovska: Loni (St. 1–2)
- Jörg Pleva: Oswald Klinke, genannt „Ossi“ (St. 8–11)
- Ursula Reit: Erna Klee (St. 9–10)
- Angela Roy: Silvia Kranach (St. 8)
- Hugo Schrader: Paul(chen) Rettig (St. 1–4)
- Karl Schulz: Schröder (St. 2–3)
- Peter Seum: Leo (St. 11)
- Luciano Simioni: Mario (St. 3)
- Karsten Speck: Peter Paulmann (St. 10)
- Wolfgang Spier: Manfred Gregor (St. 1)
- Joachim Tennstedt: Kummer (St. 5)
- Edith Teichmann: Annegrit Kerber (St. 7–9)
- Katarina Tomaschewsky: Lena Michelsen (St. 11)
- Rudolf Unger: Ewald Maier-Komakowski (St. 9–11)
- Christian Wolff: Walter Wiegand (St. 6)
- Inge Wolffberg: Frau Doktor Warnitz (St. 2–4,6)
- Gerhard Wollner: Vater Mangold (St. 6–11)
- Ralf Wolter: Gaudentz (St. 7)
- Wolfgang Ziffer: Gero Solm (St. 3)

## Veröffentlichung
Von 1976 bis 1991 entstanden insgesamt 140 Folgen, die seither mehrmals wiederholt wurden. Der RBB veröffentlichte zwischen 2005 und 2007 und in etwas einfacherer Aufmachung im Oktober 2011 sämtliche Episoden auf DVD. Untertitelt war die Serie auch in Australien (SBS) zu sehen.
Staffel 1 (1977/78)
1. Oma hat eine Idee
2. Hürdenlauf
3. Der erste Tag
4. Ärger mit der Konkurrenz
5. Der Ausreißer
6. Großreinemachen
7. Kurzschluß
8. Ein schwarzer Tag
9. Seniorenball
10. Dachgarten-Party
11. Der Klassemann
12. Traumurlaub
13. Nicht verzagen, Otto fragen!

Staffel 2 (1980)
1. Aus Null mach drei
2. Ein neuer Stand
3. Tapetenwechsel
4. Die Verschwörung
5. Der Musterpatient
6. Schwarze Wurst
7. Das Horoskop
8. Wenn Oma eine Reise tut
9. Der Zauberstab
10. Kultur und Kokinelli
11. Heimlichkeiten
12. Umständehalber
13. Beinah ’n Wunschkind

Staffel 3 (1982)
1. Keine Rechte, nur Pflichten!
2. Treu wie Gold
3. Auf Probe
4. Die Konkurrenz schläft nicht
5. Crêpes Romana
6. Altes Eisen
7. Scheich mit Masern
8. Klappe zu – Affe tot
9. Saure Eier
10. Schwarzarbeit für Kanada
11. Vertrauen gut, Kontrolle besser
12. Oma ist die Größte
13. Wer zuletzt lacht ...

Staffel 4 (1983)
1. Borgen macht Sorgen
2. Mitgegangen – mitgefangen
3. Moabit antik
4. Noch ’n Otto
5. Kalter Kaffee
6. Sei keen Frosch
7. Putz mit Paulchen
8. Nägel mit Köppen
9. Dornröschen
10. Rätseltip
11. Alles Theater
12. Muscheln auf Matrosenart
13. Denkste!

Staffel 5 (1984)
1. Kein Anschluß unter dieser Nummer
2. Einbildung is ooch ’ne Bildung
3. Kungeleien
4. Die verkaufte Braut
5. Laßt Blumen sprechen
6. Gemischte Gefühle
7. Die Fahrradzicke
8. Ein Herz für Pico
9. Ein Viertel Pferd
10. Sie haben wohl ’n Vogel?
11. Krumme Touren
12. Stichwort: Herzenssache
13. Oma vor Gericht

Staffel 6 (1985)
1. Der Superplan
2. Streß hoch drei
3. Beziehungskisten
4. Ein Bier ist kein Bier
5. Typisch Otto
6. Reine Nervensache
7. Unternehmen Kreuzberg
8. Eins zu Null für Oma
9. Alles hat seinen Preis
10. Alles im Griff
11. Faule Schecks
12. Heiße Dinger
13. Eine muß die Erste sein

Staffel 7 (1987)
1. Senkrechtstart
2. Omas Geheimnis
3. Das kann ja heiter werden!
4. Familienzoff
5. Scheiden tut weh
6. Einsamkeiten, Zweisamkeiten
7. Flohmarktgeflüster
8. Panikmache
9. Alles klar!
10. Wenn schon – denn schon!
11. Bella Venezia
12. Herzlichen Glückwunsch
13. Auf ein Neues!

Staffel 8 (1989)
1. Steubenparade
2. Ein Schloß für Marion
3. Schlafstörungen
4. Schnelle Knete
5. Mrs. Färber
6. Kerle, Kummer und Konflikte
7. Kleine Geschenke ...
8. Blumen für die Damen
9. Letzter Schliff für La Paloma
10. Wissen ist Ohnmacht
11. Echt Meissen
12. Zorro
13. Der Bär ist los

Staffel 9 (1990)
1. Das Millionending
2. Unter Dach und Fach
3. Ein uhriger Samstag
4. Ballgeflüster
5. Der Fleck
6. Das Auge des Gesetzes
7. Aus der Traum
8. Wirbel um Wiebke
9. Berlin ist eine Reise wert
10. Trau, schau, wem
11. Färbers Taschenkrimi
12. Komplott komplett

Staffel 10 (1991)
1. Die Hochzeitsnacht
2. Drum prüfe ewig, wer sich bindet!
3. Icke, dette, kieke mal
4. Wenn die Liebe hinfällt
5. Miss Müggelsee
6. Blauer Dunst
7. Segel-Schein
8. Ketten-Reaktion
9. Jacke wie Hose
10. Vaterfreuden

Staffel 11 (1991)
1. Chinoiserien
2. Andere Länder – andere Sitten
3. Jedem sein Jet-Set
4. Die verlorene Tochter
5. Kleine Schwärmereien
6. Liebe hat viele Gesichter
7. Ein Unglück kommt selten allein
8. Der große Hävelmann
9. Wochenend und Sonnenschein
10. Im Kreis der Familie
11. Berlin bei Nacht
12. Unverhofft kommt oft
13. Big Business
14. Drei Damen und ein Happy End